# Elektrische Strassenbahn Zürich
Die Elektrische Strassenbahn Zürich (ESZ) war eine Strassenbahngesellschaft in der Schweiz, die auf dem Stadtgebiet von Zürich verkehrte. Sie wurde 1893 gegründet und war eine von acht Vorgängergesellschaften der heutigen Verkehrsbetriebe Zürich (VBZ). Nach etwas mehr als drei Jahren wurde sie 1896 kommunalisiert; ihre Infrastruktur ging im Zürcher Strassenbahnnetz auf.

## Geschichte
1882 hatte die Zürcher Strassenbahn Gesellschaft (ZStG) ein knapp neun Kilometer langes Netz normalspuriger Pferdebahnlinien in Betrieb genommen. Dieses erschloss neben Zürich auch die damals noch eigenständigen Gemeinden Aussersihl, Enge und Riesbach. Die an der Westflanke des Adlisbergs gelegenen Gemeinden Hirslanden und Hottingen forderten daraufhin einen Anschluss ans Tramnetz, ebenso Fluntern am Südwesthang des Zürichbergs. Im Auftrag dieser Gemeinden wurden im Jahr 1891 Projekte für Dampfstrassenbahnen ausgearbeitet und anschliessend zugunsten elektrischer Trams wieder zurückgezogen. Am 8. Dezember 1892 erteilte die Kantonsregierung ihre Zustimmung zu entsprechenden Konzessionen, gleichzeitig wies sie konkurrierende Gesuche der ZStG ab. Die geplante Strecke nach Fluntern wurde vorerst zurückgestellt.
1893 fusionierten zwölf Gemeinden mit der Stadt Zürich. Die Stadtregierung bat den Bundesrat, alle seit der Fusionsabstimmung von 1891 gewährten Konzessionen aufzuheben, damit die Stadt ihre Planungen auf eine einheitliche Grundlage stellen könne. Aus Gründen der Rechtssicherheit lehnte der Bundesrat dieses Anliegen ab. Daraufhin gründeten die Initiativkomitees in Hirslanden und Hottingen am 23. Mai 1893 die Elektrische Strassenbahn Zürich AG (ESZ). Das Unternehmen von Theodor Bertschinger aus Lenzburg verlegte die Gleise, während die Maschinenfabrik Oerlikon (MFO) die technischen Anlagen lieferte. Nach zehnmonatiger Bauzeit erfolgte am 8. März 1894 die Eröffnung der 4,6 Kilometer langen, meterspurigen Strecke. Sie begann am Depot Burgwies und führte über Kreuzplatz, Bellevue, Pfauen und Römerhof zurück zum Kreuzplatz. Die Elektrizität bezog die ESZ von einem eigenen Kraftwerk beim Depot, das 500 Volt Gleichstrom produzierte. Lediglich der Abschnitt Bellevue–Pfauen war doppelspurig (im Hinblick auf die im Bau befindliche Zentrale Zürichbergbahn), ansonsten gab es sechs Ausweichen. Im ersten Monat galt ein Zwölf-Minuten-Takt, danach verkehrten die Trams alle sechs Minuten.
Die Gründung der ESZ war gegen den Willen der Stadtregierung erfolgt, diese hatte sich jedoch ein Rückkaufsrecht zusichern lassen. Das Unternehmen bewarb sich erfolglos um die Konzessionen für die Strecken Leonhardsplatz – Pfauen – Kreuzplatz und Bellevue – Bürkliplatz – Bahnhof Enge, womit ihm keine sinnvollen Expansionsmöglichkeiten mehr verblieben. Daraufhin einigten sich ESZ und Stadtrat auf einen Kaufpreis von 778'000 Franken. In einer Volksabstimmung am 28. Juni 1896 wurde der Kauf mit 15'364 zu 1764 Stimmen genehmigt. Bereits am 1. Juli ging die ESZ in städtischen Besitz über. In der neu gegründeten Städtischen Strassenbahn Zürich (StStZ, heutige Verkehrsbetriebe Zürich) ging ein halbes Jahr später auch die ZStG auf.

## Fahrzeuge

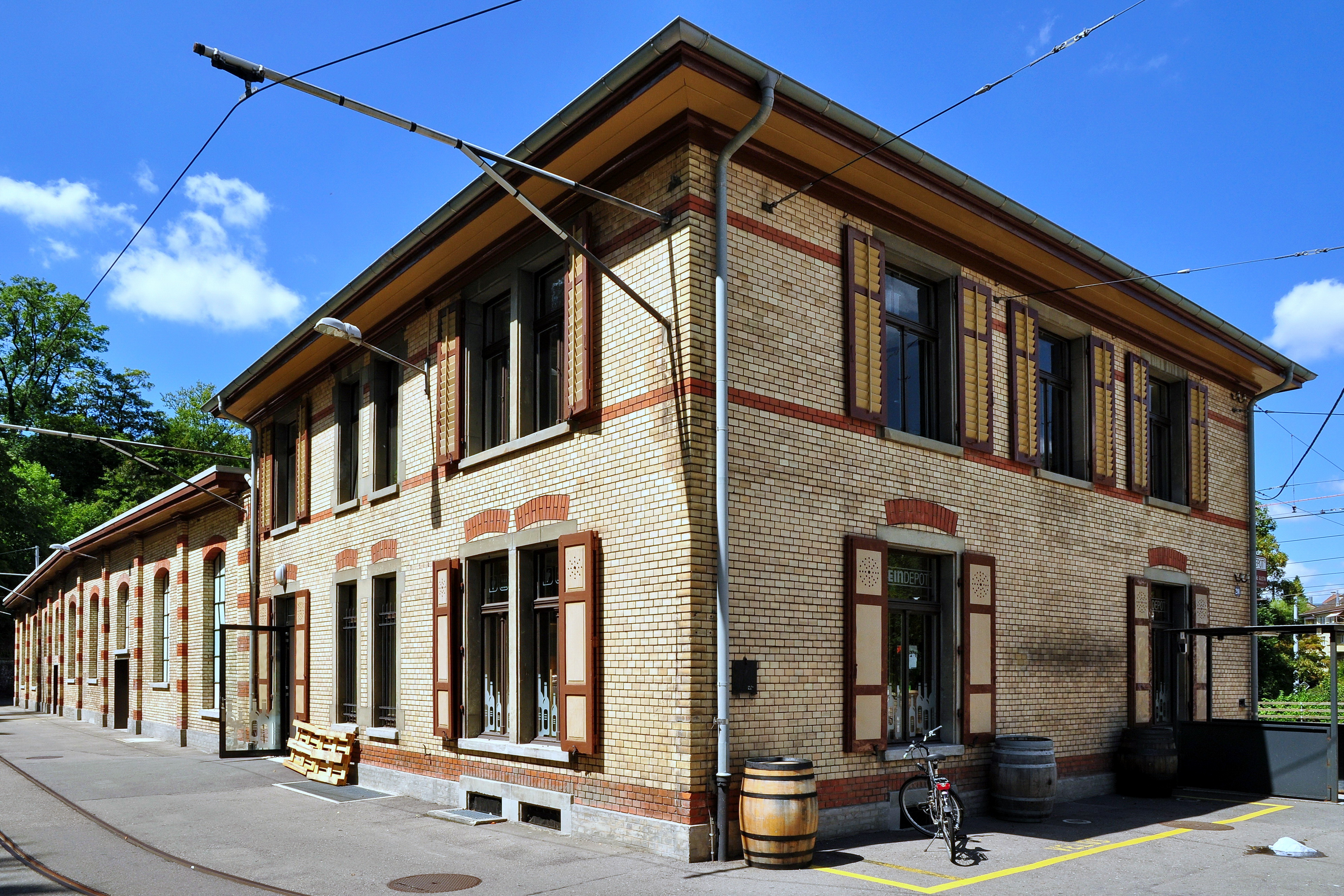
Das frühere Tramdepot Burgwies

Die ESZ bestellte bei der Schweizerischen Industriegesellschaft in Neuhausen am Rheinfall zwölf Motorwagen, die elektrische Ausrüstung stammte von der MFO. Mit einem 14 PS starken Motor erreichten die Wagen, die 12 Sitz- und 14 Stehplätze boten, eine Höchstgeschwindigkeit von 15 km/h. Wagen Nr. 7 war als einziger mit zwei Motoren ausgestattet, damit er im Winter als Schneepflug eingesetzt werden konnte. 1895 erwarb die ESZ vier weitere baugleiche Wagen. Ein Jahr später übernahm die StStZ alle 16 Wagen und gab ihnen die Nummern 41 bis 56. Im Laufe der Zeit erhielten alle einen zweiten 14-PS-Motor. Diese ersetzte man später durch zwei 22-PS-Motoren. Die offenen Plattformen wurden verglast und mit dem Einbau von Schiebetüren vollständig geschlossen. In den Jahren 1925–1927 erfolgte der Umbau der Motorwagen zu Anhängern; diese als Glaskistchen bezeichneten Wagen erhielten die Nummern 458–472 und wurden 1942 wegen des geringen Fassungsvermögens verschrottet. Nr. 469 und 470 blieben noch einige Jahre in Łódź erhalten.
Das Tramdepot Burgwies blieb nach der Übernahme der ESZ ein Jahrhundert lang in Betrieb und wurde bis 1930 mehrmals erweitert. 1997 hatten die VBZ keine Verwendung mehr für das Depot und legten es still. 2001 entschied der Stadtrat, den Gebäudekomplex dem Tram-Museum Zürich zur Verfügung zu stellen. 2005 genehmigte der Gemeinderat oppositionslos einen Umbaukredit in der Höhe von 3,7 Millionen Franken. Die Eröffnung des neuen Museums erfolgte am 26. Mai 2007.